# 姆巴拉 (贊比亞)
8°50′S 31°23′E / 8.833°S 31.383°E
姆巴拉（英語：Mbala, Zambia），是贊比亞的城鎮，位於該國北部，由北方省負責管轄，是姆巴拉縣的首府，處於坦干依喀湖南端，海拔高度1,670米，2010年該城鎮人口11,533。